# 34995 Dainihonshi
34995 Dainihonshi este o planetă minoră (asteroid), cu un diametru de 5,703 km, din centura de asteroizi. A fost descoperită pe 18 februarie 1977 la Kiso Observatory⁠(d) de Hiroki Kosai⁠(d) și a fost numită după Dai Nihonshi⁠(d). 
Obiectul prezintă o orbită caracterizată de o semiaxă mare de 3,0444393 UAi, o excentricitate de 0,23, o înclinație de 1,08759 ° în raport cu ecliptica.